# Nuri al-Maliki
Nuri Kamel Mohammed Hassan al-Maliki (arabisk: نوري كامل المالكي, født 1950) også kendt som Nuri al-Maliki, var Iraks premierminister fra 2006 til 2014. Han er shiamuslim og generalsekretær for det islamiske Dawa parti.
Nuri Al-Malikis første regering efterfulgte den irakiske overgangsregering. Hans kabinet på 37 medlemmer blev godkendt af den irakiske nationalforsamling og taget i ed 20. maj 2006.
Hans anden regering, i hvilken han også var fungerende indenigsminister, fungerende forsvarminister og fungerende minister for national sikkerhed, blev godkendt 21. december 2010.
Nuri al-Maliki annoncerede sin afgang som premierminister 14. august 2014 efter at præsident Fuad Masum havde bedt Haider al-Abadi om at danne ny regering.